# Apollo Records (1944)

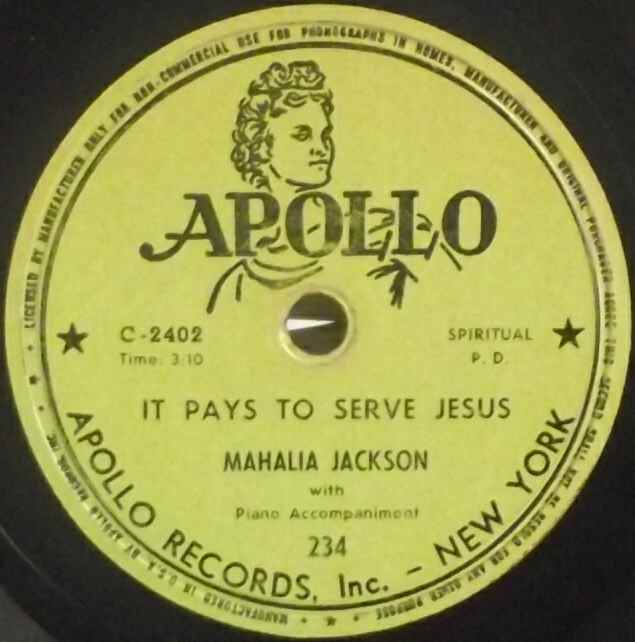
Mahalia Jackson: It Pays to Serve Jesus. Apollo Records 234, 1950

Apollo Records war eine Plattenfirma und ein Musiklabel in New York City, das von 1944 bis 1962 bestand. Apollo war bekannt für Blues, Doo Wop, Gospel, Jazz und Rock ’n’ Roll.

## Geschichte
Apollo Records wurde 1944 von Ike und Bess Berman zusammen mit Hy Siegel und anderen in Harlem gegründet. Sie benannten das Label nach dem nahegelegenen Apollo Theater. Siegel war Apollos erster Präsident; 1948 übernahm Bess Berman den Posten.
Ursprünglich hatte Apollo drei Produktlinien von Schellackplatten mit 78 Umdrehungen pro Minute: Erstens eine Serie ab Nummer 350 mit Rhythm-and-Blues- und Jazzkünstlern. Zweitens eine Serie ab Nummer 100, die eine Vielzahl von Genres umfasste, darunter Gospel, Calypso und Country-Musik; ab Nummer 188 widmete sich die 100er-Serie ausschließlich dem Gospel. Die dritte Produktlinie, beginnend bei Nummer 750, wurde „Jazz Masterworks“ genannt. Ab 1951 produzierte Apollo auch Schallplatten mit 45 Umdrehungen pro Minute.
Apollo nahm die Rhythm-and-Blues-Sängerin Dinah Washington und den Sänger Wynonie Harris auf, bevor sie auf anderen Labels berühmt wurden. 1947 machte Dean Martin kurz Aufnahmen für das Label. 1946 nahmen die Bermans Mahalia Jackson unter Vertrag. Ihre Aufnahme Move On Up a Little Higher, veröffentlicht im Januar 1948, wurde es ein Hit.
Während seiner erfolgreichsten Zeit von 1948 bis 1952 konzentrierte sich das Apollo-Label auf Gospelmusik. Mahalia Jackson war Apollos größter Verkaufsschlager. Weitere Apollo-Künstler des Genres waren unter anderem die Roberta Martin Singers, The Dixie Hummingbirds und Rev. James Cleveland.
Bess Berman wollte in den boomenden R&B-Markt einsteigen. Sie verpflichtete die Selah Jubilee Singers und änderte ihren Namen in The Larks (die Lerchen), da Vogelnamen bei R&B-Gesangsgruppen gerade angesagt waren, wie etwa The Orioles (die Pirole) oder The Ravens (die Raben). The Larks erreichten 1951 mit Eyesight to the Blind Platz fünf der R&B-Charts; die Gruppe löste sich jedoch 1952 auf. The “5” Royales waren bis 1954 mit einer ganzen Reihe von Top-10-Hits, davon zwei auf Platz 1, sogar noch erfolgreicher. 1954 entstand eine neue Version der Larks um das einzige ursprüngliche Mitglied Gene Mumford, die sich jedoch wegen ausbleibenden Erfolgs 1955 wieder auflöste.
1953 verließ Hy Siegel das Unternehmen, um seine eigene Firma Timely Records zu gründen. 1954 ging Mahalia Jackson zu Columbia Records. The “5” Royales gingen zu King Records. 1962 wurde Apollo Records endgültig geschlossen.